# Јан Мицка
Јан Мицка (чеш. Jan Micka; Праг, 15. јануар 1995) чешки је пливач чија ужа специјалност су трке слободним стилом на 400, 800 и 1500 метара. национални је рекордер у тркама на 800 и 1500 метара слободним стилом. 

## Спортска каријера
Мицка је међународну пливачку каријеру започео током 2012, учешћем на сениорском Европском првенству у Будимпешти где је у трци на 1500 метара заузео 16. место. Нешто више од месец дана касније осваја златну медаљу у истој дисциплини, али на јуниорском првенству континента у Антверпену, а његов резултат од 15:23,46 минута био је уједно и нови национални рекорд, те квалификационо време за наступ на Олимпијским играма. Почетком августа 2012. Мицка је по први пут у каријери наступио на Олимпијским играма у Лондону, где је био најмлађи члан олимпијског тима Чешке. Пливао је у квалификацијама трке на 1500 слободно, а његов резултат од 15:29,34 минута био је довољан за укупно 24. место.
На светским првенствима у великим базенима је дебитовао у Казању 2015, а такмичио се и у Будимпешти 2017. и Квангџуу 2019. године. Најбољи резултат на светским првенствима му је било 8. место освојено у финалу трке на 1500 слободно у Будимпешти. У Квангџуу се такмичио у тркама на 800 слободно и 1500 слободно, а обе трке је завршио на десетом месту у квалификацијама.   
Такмичио се и на Олимпијским играма у Рију — 29. место на 400 слободно и 12. место на 1500 слободно. 